# ۳۰ آبان
۳۰ آبان دویست و چهل و ششمین روز سال در گاه‌شماری خورشیدی است. به پایان سال ۱۱۹ روز (۱۲۰ روز در سال کبیسه) باقی‌است.

## رویدادها
- ۹۹۱ - منعقد شدن عهدنامه نصوح پاشا میان امپراتوری صفوی و امپراتوری عثمانی
- ۱۳۱۲ - انتشار فیلم سینمایی دختر لر
- ۱۳۶۵. برکناری ببرک کارمل، از ریاست دولت کمونیستی افغانستان (از جدی ۱۳۵۸) و روی کار آمدن محمد نجیب‌الله (تا ۸ ثور ۱۳۷۱).
- ۱۴۰۱ - کشتار ۱۴۰۱ جوانرود
- ۱۴۰۱ - رقابت ۳۰ آبان ۱۴۰۱ تیم ملی فوتبال ایران با تیم ملی فوتبال انگلستان در جام جهانی فوتبال ۲۰۲۲
- ۱۴۰۲ - رقابت ۳۰ آبان ۱۴۰۲ تیم ملی فوتبال ایران با تیم ملی فوتبال ازبکستان در مرحله مقدماتی جام جهانی فوتبال ۲۰۲۶ (آسیا) و مرحله مقدماتی جام ملت‌های آسیا ۲۰۲۷

## زادروزها
- ۱۳۰۶ - بیژن جلالی، شاعر
- ۱۳۷۰ - نوشاد عالمیان، بازیکن تنیس روی میز

## درگذشتگان
- ۱۳۹۳ - سید حسن شجاعی کیاسری، نماینده حوزه انتخابیه ساری در دوره دوم مجلس شورای اسلامی و دوره سوم مجلس شورای اسلامی و دوره چهارم مجلس شورای اسلامی و دوره هفتم مجلس شورای اسلامی
- ۱۳۹۸ - میثم احمدی، از کشته‌شدگان اعتراضات آبان ۱۳۹۸ ایران
- ۱۴۰۰ - اکبر خرمدین، نظامی و قاتل زنجیره ای
- ۱۴۰۱ - عاطفه نعامی، از کشته‌شدگان خیزش ۱۴۰۱ ایران